# Ebrechtella
Ebrechtella is een geslacht van spinnen uit de  familie van de Thomisidae (krabspinnen).

## Soorten
- Ebrechtella concinna (Thorell, 1877)
- Ebrechtella forcipata (Song & Zhu, 1993)
- Ebrechtella hongkong (Song, Zhu & Wu, 1997)
- Ebrechtella margaritacea (Simon, 1909)
- Ebrechtella pseudovatia (Schenkel, 1936)
- Ebrechtella sufflava (O. P.-Cambridge, 1885)
- Ebrechtella timida (Thorell, 1887)
- Ebrechtella tricuspidata (Fabricius, 1775)
  - Ebrechtella tricuspidata concolor (Caporiacco, 1935)
- Ebrechtella xinjiangensis (Hu & Wu, 1989)
- Ebrechtella xinjie (Song, Zhu & Wu, 1997)